# Silesian Jazz Festival
Silesian Jazz Festival – cykliczne wydarzenie muzyczne odbywające się w Katowicach od 2006 roku. Zapoczątkowany został jako odejście, od standardowych dni otwartych Akademii Muzycznej im. Karola Szymanowskiego w Katowicach Instytutu Jazzowego. Pierwotnie festiwal nazywał się „Śląski Festiwal Jazzowy”, jednakże po 6. edycji nazwa została zmieniona na angielską wersję językową. Do 7. edycji festiwal odbywał się wiosną, teraz jest to przełom listopada i grudnia.

## I edycja – 2006 rok
Pierwsza edycja festiwalu odbyła się w 2006 roku, odbył się jako część dni otwartych Akademii Muzycznej.

## II edycja – 2007 rok
Druga edycja festiwalu odbywała się od 1 do 5 maja w 2007 roku. Wśród głównych wykonawców można wyróżnić: Ricka Martigeza, Simple Acoustic Trio, Tomasz Szukalski, Sławomira Kulpowicza, Jarosław Śmietana, Jerzego Małka, Adama Bałdycha, Patrycjusza Gruszeckiego i wielu innych. Zorganizowane zostały również jam sessions w wielu katowickich klubach.

## III edycja – 2008 rok
Trzecia edycja zorganizowana była początkiem kwietnia, dokładniej od 1 do 5 kwietnia, 2008 roku. Podczas tej edycji festiwalu, na katowickich scenach można było zobaczyć wielu nowojorskich, europejskich oraz polskich muzyków jazzowych takich jak: Wallace Roney, Sim Faculty Band, Ed Partyka, Judy Bady czy Christopher Titz. Oprócz serii koncertów, jam sessions w klubach instytut zorganizował również warsztaty z wieloma jazzowymi muzykami.

## IV edycja – 2009 rok
Podczas czwartej edycji duży nacisk stawiany był na 40 lat jazzu w Katowicach. Festiwal trwał od 18 do 26 kwietnia.

## V edycja – 2010 rok
Piąta edycja festiwalu trwała od 12 do 18 kwietnia 2010 roku.

## VI edycja – 2011 rok
Szósta edycja festiwalu rozpoczęła się  6 kwietnia, a zakończyła 9 kwietnia. Podczas tej edycji na katowickich scenach występowali: Michał Urbaniak, Maseli on the Road, Sofia Ribeiro Quartet, Victor Mendoza, Rafael Alcala, Big Band Am.

## VII edycja – 2012 rok
Od 2012 roku festiwal oficjalnie zmienił nazwę ze „Śląski Festiwal Jazzowy” na „Silesian Jazz Festival”, było to powiązane z dużym rozgłosem jaki zyskał na przestrzeni lat i kolejnych edycji. Po raz kolejny można było wziąć udział w warsztatach prowadzonych przez uznanych muzyków. Sam festiwal trwał od 15 maja do 20 maja 2012 roku.

## VIII edycja – 2013 rok
Ósma edycja przyniosła ze sobą nowe zmiany. Pierwszy, lecz nie ostatni raz festiwal odbył się jesienią, dokładniej końcem listopada. W ramach festiwalu zorganizowano „Bajkę o jazzie”, która miała na celu pokazanie, że jazz to gatunek dla wszystkich. Prezentowała ona wszystkie odmiany jazzu.

## IX edycja – 2014 rok
Dziewiąty Silesian Jazz Festival odbywał od 23 października do 26 października. W 2014 roku podczas festiwalu odbył się również 1. Międzynarodowy Konkurs na Kompozycję Jazzową.

## X edycja – 2015 rok
Dziesiąta edycja festiwalu rozpoczęła się 22 października, a zakończyła 25 października 2015 roku.

## XI edycja – 2016 rok
Edycja trwała od 9 grudnia do 11 grudnia 2016 roku. Podczas jedenastej edycji festiwalu poza standardowymi jazzowymi muzykami, których na festiwalu spotykało się na wcześniejszych edycjach, na tej usłyszeć można było zupełną nowość, połączenie jazzu z rapem. Gośćmi zaproszonymi do stworzenia tego projektu byli: Miuosh, Ten Typ Mes oraz Schmidt Electric.

## XII edycja – 2017 rok
W 2017 roku festiwal trwał od 8 do 10 grudnia. W line upie wyliczyć można było: RGG-B-W, Marka Napiórkowskiego, Tribute to Akwarium, Kubę Więcka czy Marcina Maseckiego.

## XIII edycja – 2018 rok
Trzynasta edycja zorganizowana będzie od 30 listopada do 2 grudnia 2018 roku.